# Le Grand Cirque (film)
Pour l’article homonyme, voir Le Grand Cirque.
Pour plus de détails, voir Fiche technique et Distribution.
Le Grand Cirque est un film français réalisé par Georges Péclet en 1949 et sorti en 1950, d'après l'œuvre de Pierre Clostermann.

## Synopsis
La vie de trois camarades affectés dans une escadrille des Forces françaises libres.
La mort, la disparition, le courage et le chagrin seront au rendez-vous le dernier jour du conflit.
Un petit groupe d'aviateurs, pilotes des Forces aériennes françaises libres sont affectés à une escadrille basée à Biggin Hill.
En compagnie des pilotes de la Royal Air Force, ils effectuent de périlleuses missions.
Certains n'en reviendront pas.

## Fiche technique
- Réalisation : Georges Péclet
- Scénario : Georges Péclet et André Castelot, d'après le livre de Pierre Clostermann.
- Dialogues : Georges Péclet - Joseph Kessel.
- Musique : Marcel Stern.
- Société de production : Impérator Film
- Format : Noir et blanc
- Genre : Guerre
- Durée : 120 minutes
- Date de sortie : 
  - France : 10 mars 1950

## Distribution
- Pierre Cressoy : Pierre Despont
- Pierre Larquey : le curé
- Édouard Delmont : le paysan
- Roger Saltel : Jean Loessig
- Jean Christian : le commandant Mouchot
- Jean Barrère : Jacques Desmarets
- Pamela Skiff : Patricia
- Manuel Gary : le mécanicien
- Jacques Roux : un aviateur
- Jacques Marbeuf
- Jean Vilmont

## Autour du film
- Ancien acteur Georges Péclet a souvent joué les militaires et fini par réaliser plusieurs films de guerre.
- Il adapte ici une autobiographie de Pierre Clostermann, qui fut un best-seller de l'après-guerre. L'adaptation est signée André Castelot, Georges Péclet et Joseph Kessel pour les dialogues.
- Une seule actrice anglaise au casting, Pamela Skiff, c'est peu, pour un film censé se dérouler en Angleterre. L'authenticité des personnages et des dialogues en est quelque peu altérée. Pas d'autre musique ou chanson d'époque que Gentille alouette.
- Pour les scènes de combat aérien, heureuse initiative d'avoir réutilisé des films de propagande allemands, pour montrer de vrais avions allemands. Même si le premier combat, malencontreusement, montre des Spitfire IX affrontant des Me 110 bimoteurs, très inférieurs en performances.
- Aucun sous titrage des phrases en anglais ou en allemand, et c'est gênant pour le spectateur, qui passe, sans transition, d'un camp à l'autre. Les uniformes se ressemblent beaucoup, surtout en noir et blanc.
- On arrive à reconnaître les Spitfires à leurs ailes elliptiques mais les cocardes sont celles d'avions de l'armée de l'air française après guerre. On voit aussi, dans le décor, des P-47 Thunderbolt, qui n'ont rien à faire sur une base de la RAF.
- Quant aux bombardiers Boston du Groupe Lorraine, on nous les montre, ornés des bandes blanches et noires du débarquement, bien avant le 6 juin 1944.